# Aminder Dhaliwal
Aminder Dhaliwal (5 de diciembre de 1988) es una animadora, artista de guiones gráficos, dibujante, escritora y directora canadiense. Es conocida por su novela gráfica de 2018 Woman World.
Dhaliwal nació de padres punjabi en Wembley, Inglaterra, donde creció hasta los 11 años. Luego su familia se mudó a Brampton, Ontario, donde pasó el resto de su adolescencia. Asistió a Sheridan College para estudiar animación y, en su último año, obtuvo un puesto en Nickelodeon como pasante de producción en 2011.  Se mudó a Los Ángeles y comenzó a trabajar como revisionista de guiones gráficos, y desde 2012 ha acumulado créditos como escritora, directora, artista de guiones gráficos y directora de guiones gráficos en varias series de televisión, incluidas Los padrinos mágicos, Sanjay y Craig, Steven Universe y Pinky Malinky. Actualmente trabaja como directora de guiones gráficos en Cartoon Network, directora en Disney Television Animation y artista de guion en Sony Pictures Animation.

## Cómics
Inspirada por la Marcha de las Mujeres de 2017, Dhaliwal comenzó a publicar Woman World en Instagram. El cómic de ciencia ficción cuenta la historia del desarrollo de una civilización compuesta exclusivamente por mujeres después de que los hombres se extinguieran como resultado de un defecto de nacimiento. Después de reunir más de 100.000 seguidores en Instagram, la tira fue reelaborada para su impresión y recopilada como novela gráfica publicada por Drawn & Quarterly en septiembre de 2018. 
La versión de Instagram de Woman World fue nominada al Premio Ignatz 2018 al Cómic en línea destacado. En 2019, la novela gráfica fue nominada al Premio Doug Wright Spotlight y entró en la lista larga de nominados a la Medalla en Memoria de Stephen Leacock al Humor.
El 27 de marzo de 2019, se anunció que Dhaliwal estaba escribiendo el episodio piloto de una versión000 animada de Woman World para la cadena de cable Freeform de Disney. La actriz Felicia Day produciría 000la serie propuesta. 

## Animación
| Año       | Título               | Notas                                                             |
| --------- | -------------------- | ----------------------------------------------------------------- |
| 2011      | Hide and Seek        | Directora, cortometraje animado                                   |
| 2012–2013 | Robot y Monster      | Revisionista del guion gráfico                                    |
| 2013–2014 | Los padrinos mágicos | Revisora de storyboard, 13 episodios                              |
| 2014–2016 | Sanjay y Craig       | Guionista, 18 episodios; Directora de guion gráfico, 12 episodios |
| 2019      | Pinky Malinky        | Guionista; Artista de storyboard, 8 episodios                     |
| 2020      | The Owl House        | Directora, 6 episodios; Artista de storyboard, 5 episodios        |
| 2020      | Close Enough         | Directora de Storyboard, 6 segmentos                              |
| 2021      | Centauria            | Escritora, 2 episodios; Historia, 10 episodios                    |